# Spathulospora calva
Spathulospora calva är en svampart som beskrevs av Kohlm. 1973. Spathulospora calva ingår i släktet Spathulospora och familjen Spathulosporaceae.   Inga underarter finns listade i Catalogue of Life.